# Kalle Ankas Pocket 13: Kalle Anka - Riddaren utan fruktan
Riddaren utan fruktan är nummer 13 i bokserien Kalle Ankas Pocket och utgavs 1973. Den utgavs av Hemmets Journals förlag i Malmö och serierna översattes av Ingrid Emond.

## Innehåll

### Kalle Anka - riddaren utan fruktan
Hela släkten Anka har samlats hemma hos Farmor Anka för att hjälpa henne med äppelskörden. Både Kalle och Mårten Gås smiter iväg och somnar under en ek. Häxan Tyra Trollpacka bestämmer sig för att skoja med dem och trollar dem till medeltiden där Kalle är riddare och Mårten hans väpnare. Kung Joakim III är missnöjd med Kalle för hans brist på modiga hjältedåd. När fienden omringar staden får dock riddar Kalle sin chans.

### Kalle och de eländiga kalendrarna
Kalle ska med lastbil leverera årets kalendrar till Ankeborgs affärer men på vägen går det inte bättre än att hela lasten hamnar i vattnet. Joakim tvingar Kalle att ge sig ut och försöka sälja de vattenskadade kalendrarna. Och Kalle lyckas - han säljer alla kalendrar till ett av Joakims företag.

### Kalle och rymdjackan
Några invånare från planeten Skratturnus är på charterresa i Ankeborg. Med hjälp av en jacka som ser likadan ut som Kalles sjömanskostym kan de flyga.

### Kalle Anka gör svindlande affärer
Björnligan lyckas lura i Kalle att långt ute i skogen finns en uranfyndighet som ingen vet om. Han återvänder till Ankeborgen och får sin rike farbror att betala Fastighetsfirman Förenade B.L. AB 500 000 kronor för marken. Naturligtvis har Björnligan försvunnit när de upptäcker bluffen.

### Kalle Anka och det stora priset
För att få bli medlem i Adelsklubben instiftar Joakim ett pris för flit. Priset utdelas genom en tävling till den deltagare som samlar ihop mest mineral. Både Alexander Lukas och Kalle deltar och Alexander lyckas lura iväg Kalle till ön Flitilicia, där de slöa invånarna ogillar allt kroppsarbete och sätter Kalle i en bur när hans hackande efter mineraler har stört dem tillräckligt.

### Kalle och den gyllene skatten
Kalle är i desperat behov av ett lån men när Joakim gång på gång vägrar lyckas han ta sig in i kassavalvet. Men Joakim reser bort och medan Kalle är inne i valvet blir det hermetiskt låst. Inlåst i valvet tuggar han på guldtackorna ända tills Joakim kommer tillbaka. När han blir utsläppt är han utmattad och doktorn konstaterar att Kalle har blivit överkänslig mot allt guld, "akut guldsot". Minsta lilla kontakt med guld orsakar röda fläckar på honom. Joakim vill ha sitt avgnagda guld tillbaka och tar med sig Kalle på en resa för att besöka platser där han tror det finns oupptäckta guldfyndigheter.

### Kalle - den tappre riddaren
Riddar Kalle och hans väpnare Mårten passerar genom skogen när de kommer fram till ett slott som är omringat av fienden. Den tappre Kalle jagar bort den inringande armén men borgherren, men borgherren, kung Joakim, uppskattar inte alls detta. Det är nämligen hans egen armé som genomför den årliga manövern. Kalle måste betala ersättning genom att städa på slottet. Kalle och Mårten får i uppdrag att eskortera jungfru Kajsa till en närbelägen stad.

### Kalle som simhoppare
Joakim har tagit med Kalle till badorten Costa Vadevil. Kalles uppgift är att underhålla gästerna i Joakims restaurang genom att våghalsigt dyka från en hög klippa. Den ordinarie dykaren, Pedro, har försvunnit mystiskt och snart får Kalle veta varför när Björnligan kidnappar honom. Både Pedro och Kalle måste hjälpa ligan att få upp en skatt från havsbotten.

## Serietabell
| Nr | Namn                               | Ritad av                         | Manus                  | Originaltitel                     | Titelfigur      |
| -- | ---------------------------------- | -------------------------------- | ---------------------- | --------------------------------- | --------------- |
| 1  | Delade meningar                    | Al Taliaferro                    | Bob Karp               | ?                                 | Kalle Anka      |
| 2  | Riddaren utan fruktan              | Luciano Buttaro                  | Luciano Buttaro        | Paperin furioso                   | Kalle Anka      |
| 3  | De eländiga kalendrarna            | Romano Scarpa, Giorgio Cavazzano | Gian Paolo Barosso (?) | Paperino e i calendari omaggio    | Kalle Anka      |
| 4  | Farmor Anka röjer upp              | Paul Murry                       | Carl Fallberg          | ?                                 | Farmor Anka     |
| 5  | Rymdjackan                         | Luciano Gatto                    | Pier Carpi             | Paperino e la giubba spaziale     | Kalle Anka      |
| 6  | Kalle Anka gör svindlande affärer  | Luciano Gatto                    | ?                      | Paperino e l'affare vertiginoso   | Kalle Anka      |
| 7  | Kalle Anka och det stora priset    | Romano Scarpa, Giorgio Cavazzano | Rodolfo Cimino         | Paperino e il premio di operosità | Kalle Anka      |
| 8  | Farmor Anka                        | Frank McSavage                   | ?                      | ?                                 | Farmor Anka     |
| 9  | Kalle Anka och den gyllene skatten | Romano Scarpa, Giorgio Cavazzano | Rodolfo Cimino         | Paperino e l'aurite acuta         | Kalle Anka      |
| 10 | Pengar ur fickan                   | ?                                | Bjarne Castella        | Dyr Samtale                       | Joakim von Anka |
| 11 | Kalle Anka - den tappre riddaren   | Luciano Bottaro                  | Luciano Bottaro        | Paperin furioso                   | Kalle Anka      |
| 12 | Kökskonster                        | Al Taliaferro                    | Bob Karp               | ?                                 | Kalle Anka      |
| 13 | Kalle Anka som simhoppare          | Romano Scarpa, Rodolfo Cimino    | Gian Paolo Barosso     | Paperino e il capro di Acatapulco | Kalle Anka      |
| 14 | Kalle Anka                         | Al Taliaferro                    | Bob Karp               | ?                                 | Kalle Anka      |